# Дуплево (Бологовський район)
Дуплево (рос. Дуплево) — присілок в Бологовському районі Тверської області Російської Федерації.
Населення становить 22 особи. Входить до складу муніципального утворення Кемецьке сільське поселення.

## Історія
Від 2005 року входить до складу муніципального утворення Кемецьке сільське поселення.

## Населення
| 2010 |
| ---- |
| 22   |